# Bologna Football Club 1909 2001-2002
Questa voce raccoglie le informazioni riguardanti il Bologna Football Club 1909 nelle competizioni ufficiali della stagione 2001-2002.

## Stagione
Nella stagione 2001-02 la compagine felsinea disputò un positivo campionato, impreziosito dalle vittorie con entrambe le milanesi nel girone di ritorno, terminando al settimo posto e qualificandosi per l'Intertoto.

## Divise e sponsor
Il fornitore di materiale tecnico per la stagione 2001-2002 fu Macron, mentre gli sponsor ufficiali furono Area Banca per il campionato e Stream TV per la Coppa Italia.
| Casa | Trasferta | Terza divisa | 1ª portiere | 2ª portiere | 3ª portiere |

## Organigramma societario
Area direttiva
- Presidente: Renato Cipollini
- Vice-presidenti: Tommaso Gazzoni Frascara e Maurizio Pasi
- Amministratore delegato: Cesare Giacobazzi
- Direttore marketing: Cesare Bergamaschi
- Direttore sportivo: Oreste Cinquini
- Team Manager: Gianni Rava
- Addetto stampa: Patrizio Caniato
- Segretario: Gabriele Tacconi

Area sanitaria
- Responsabile sanitario: Gianni Nanni
- Medico sociale: Angelo Ziosi
- Massofisioterapisti: Giovanni Bianchi, Giorgio Gasparini e Luca Ghelli

Area tecnica
- Allenatore: Francesco Guidolin
- Allenatore in 2ª: Maurizio Trombetta
- Preparatore dei portieri: Lorenzo Di Iorio
- Allenatore Primavera: Stefano Pioli
- Preparatori atletici: Adelio Diamante e Francesco Perondi

## Rosa
Rosa, ruoli e numerazione aggiornati al 31 gennaio 2002.
| N. |                      | Ruolo | Calciatore                  |
| -- | -------------------- | ----- | --------------------------- |
| 1  | Italia (bandiera)    | P     | Gianluca Pagliuca           |
| 2  | Italia (bandiera)    | D     | Cristian Zaccardo           |
| 3  | Camerun (bandiera)   | D     | Pierre Womé                 |
| 4  | Italia (bandiera)    | C     | Renato Olive                |
| 5  | Italia (bandiera)    | D     | Marcello Castellini         |
| 6  | Italia (bandiera)    | D     | Emanuele Brioschi           |
| 7  | Italia (bandiera)    | C     | Carlo Nervo                 |
| 8  | Italia (bandiera)    | D     | Salvatore Fresi             |
| 9  | Argentina (bandiera) | A     | Julio Cruz                  |
| 10 | Italia (bandiera)    | A     | Giuseppe Signori (capitano) |
| 11 | Italia (bandiera)    | A     | Claudio Bellucci            |
| 12 | Italia (bandiera)    | P     | Ferdinando Coppola          |
| 13 | Italia (bandiera)    | D     | Fabio Macellari             |
| 14 | Italia (bandiera)    | C     | Roberto Goretti             |
| 15 | Brasile (bandiera)   | D     | Claiton                     |
| 15 | Italia (bandiera)    | C     | Fabio Firmani               |

| N. |                       | Ruolo | Calciatore           |
| -- | --------------------- | ----- | -------------------- |
| 16 | Italia (bandiera)     | D     | Alessandro Gamberini |
| 17 | Francia (bandiera)    | C     | Mourad Meghni        |
| 18 | Italia (bandiera)     | A     | Giacomo Cipriani     |
| 19 | Italia (bandiera)     | D     | Giulio Falcone       |
| 20 | Italia (bandiera)     | C     | Tomas Locatelli      |
| 21 | Svezia (bandiera)     | A     | Björn Runström       |
| 22 | Francia (bandiera)    | P     | Michaël Fabre        |
| 23 | Italia (bandiera)     | D     | Massimo Tarantino    |
| 24 | Italia (bandiera)     | C     | Fabio Pecchia        |
| 25 | Italia (bandiera)     | C     | Matteo Brighi        |
| 29 | Italia (bandiera)     | D     | Pasquale Padalino    |
| 30 | Italia (bandiera)     | C     | Lamberto Zauli       |
| 32 | Italia (bandiera)     | A     | Luigi Della Rocca    |
| 34 | Jugoslavia (bandiera) | D     | Vlado Šmit           |
| 38 | Italia (bandiera)     | A     | Marco Negri          |

## Calciomercato

### Sessione estiva
| Acquisti | Acquisti           | Acquisti | Acquisti                      |
| R.       | Nome               | da       | Modalità                      |
| -------- | ------------------ | -------- | ----------------------------- |
| P        | Ferdinando Coppola | Napoli   | riscatto cartellino           |
| D        | Salvatore Fresi    | Inter    | definitivo                    |
| D        | Fabio Macellari    | Inter    | compartecipazione             |
| D        | Cristian Zaccardo  | Spezia   | fine prestito                 |
| C        | Matteo Brighi      | Juventus | prestito                      |
| C        | Roberto Goretti    | Perugia  | fine prestito                 |
| C        | Fabio Pecchia      | Napoli   | definitivo                    |
| C        | Lamberto Zauli     | Vicenza  | definitivo (11,62 miliardi ₤) |
| A        | Claudio Bellucci   |          | svincolato                    |
| A        | Marco Negri        | Rangers  | definitivo (0 ₤)              |

| Cessioni | Cessioni            | Cessioni      | Cessioni                               |
| R.       | Nome                | a             | Modalità                               |
| -------- | ------------------- | ------------- | -------------------------------------- |
| D        | Giovanni Bia        | Saint-Étienne | definitivo                             |
| D        | Pasquale Padalino   | Inter         | definitivo                             |
| C        | Jonathan Binotto    | Inter         | compartecipazione                      |
| C        | Eriberto            | Chievo        | riscatto comproprietà (2,5 miliardi ₤) |
| C        | Francisco Lima      | Roma          | definitivo (0 ₤)                       |
| C        | Enzo Maresca        | Juventus      | fine prestito                          |
| C        | Giovanni Piacentini |               | fine carriera                          |
| A        | Igor' Kolyvanov     |               | fine carriera                          |
| A        | Luís Oliveira       | Como          | definitivo (0 ₤)                       |

### Sessione invernale
| Acquisti | Acquisti      | Acquisti | Acquisti                                          |
| R.       | Nome          | da       | Modalità                                          |
| -------- | ------------- | -------- | ------------------------------------------------- |
| D        | Vlado Šmit    | Železnik | prestito con diritto di riscatto (0,15 milioni €) |
| C        | Fabio Firmani | Chievo   | prestito                                          |

| Cessioni | Cessioni    | Cessioni | Cessioni   |
| R.       | Nome        | a        | Modalità   |
| -------- | ----------- | -------- | ---------- |
| D        | Claiton     | Milan    | definitivo |
| A        | Marco Negri | Cagliari | definitivo |

## Risultati

### Serie A

#### Girone di andata
| Arbitro: | Rosetti (Torino) |

|             |           |  |
| Signori 19’ | Marcatori |  |

| Arbitro: | Trentalange (Torino) |

|                         |           |  |
| Corradi 13’ Cossato 85’ | Marcatori |  |

| Arbitro: | Tombolini (Ancona) |

|          |           |  |
| Cruz 58’ | Marcatori |  |

| Arbitro: | Trefoloni (Siena) |

|  |           |             |
|  | Marcatori | 90+2’ Zauli |

| Arbitro: | Farina (Novi Ligure) |

|               |           |  |
| Geōrgatos 24’ | Marcatori |  |

| Arbitro: | Pieri (Genova) |

|  |           |           |
|  | Marcatori | 33’ Fresi |

| Bologna 20 ottobre 2001, ore 20:30 CEST 8ª giornata | Bologna          | 0 – 0 referto | Juventus | Stadio Renato Dall'Ara (38.000 spett.)\| Arbitro: \| Paparesta (Bari) \| |
| Arbitro:                                            | Paparesta (Bari) |               |          |                                                                          |

| Milano 28 ottobre 2001, ore 15:00 CET 9ª giornata | Milan              | 0 – 0 referto | Bologna | Stadio Giuseppe Meazza (55.000 spett.)\| Arbitro: \| De Santis (Tivoli) \| |
| Arbitro:                                          | De Santis (Tivoli) |               |         |                                                                            |

| Arbitro: | Pellegrino (Barcellona Pozzo di Gotto) |

|                          |           |                     |
| Fresi 12’, 17’ Zauli 32’ | Marcatori | 15’ Ganz 26’ Vanoli |

| Arbitro: | Bertini (Arezzo) |

|             |           |  |
| Cirillo 37’ | Marcatori |  |

| Arbitro: | Paparesta (Bari) |

|          |           |                                      |
| Womé 38’ | Marcatori | 3’ Samuel 16’ Batistuta 40’ Assunção |

| Arbitro: | Trefoloni (Siena) |

|          |           |  |
| Olive 5’ | Marcatori |  |

| Arbitro: | Trentalange (Torino) |

|                 |           |  |
| Hübner 51’, 63’ | Marcatori |  |

| Arbitro: | Braschi (Prato) |

|                         |           |                  |
| Pecchia 28’ Fresi 45+1’ | Marcatori | 22’ Gio. Tedesco |

| Arbitro: | Pellegrino (Barcellona Pozzo di Gotto) |

|  |           |               |
|  | Marcatori | 56’ Jørgensen |

| Arbitro: | Paparesta (Bari) |

|                |           |                       |
| López 19’, 35’ | Marcatori | 41’ Cruz 76’ Zaccardo |

| Arbitro: | Boggi (Salerno) |

|                               |           |          |
| Petruzzi 10’ (aut.) Nervo 30’ | Marcatori | 43’ Toni |

#### Girone di ritorno
| Arbitro: | Bolognino (Milano) |

|                              |           |                        |
| Doni 10’ (rig.) Berretta 22’ | Marcatori | 41’ Olive 90’ Brioschi |

| Arbitro: | Collina (Viareggio) |

|                         |           |              |
| Zauli 40’, 90’ Cruz 70’ | Marcatori | 73’ Beghetto |

| Arbitro: | Borriello (Mantova) |

|                        |           |             |
| Cannavaro 7’ Şükür 16’ | Marcatori | 53’ Pecchia |

| Arbitro: | Ayroldi (Molfetta) |

|              |           |             |
| Bellucci 60’ | Marcatori | 24’ Maniero |

| Arbitro: | Collina (Viareggio) |

|                       |           |             |
| Pecchia 56’ Zauli 74’ | Marcatori | 89’ Seedorf |

| Arbitro: | Paparesta (Bari) |

|  |           |          |
|  | Marcatori | 12’ Cruz |

| Arbitro: | Trefoloni (Siena) |

|                      |           |               |
| Fresi 78’ Cruz 90+2’ | Marcatori | 75’ Gilardino |

| Arbitro: | Braschi (Prato) |

|                                    |           |           |
| Trezeguet 37’ Tarantino 89’ (aut.) | Marcatori | 36’ Zauli |

| Arbitro: | Collina (Viareggio) |

|                   |           |  |
| Fresi 3’ Cruz 24’ | Marcatori |  |

| Arbitro: | Bolognino (Milano) |

|              |           |          |
| González 45’ | Marcatori | 60’ Cruz |

| Arbitro: | Rodomonti (Teramo) |

|                                            |           |                                |
| Pecchia 13’ Cruz 65’ Signori 72’ Fresi 82’ | Marcatori | 19’, 37’ Popescu 68’ Chevantón |

| Arbitro: | Rosetti (Torino) |

|                               |           |          |
| Montella 33’ Emerson 42’, 52’ | Marcatori | 82’ Cruz |

| Arbitro: | Tombolini (Ancona) |

|                |           |          |
| Scarchilli 20’ | Marcatori | 51’ Cruz |

| Arbitro: | Bertini (Arezzo) |

|           |           |                           |
| Fresi 62’ | Marcatori | 3’ Tosto 50’ Di Francesco |

| Arbitro: | Collina (Viareggio) |

|                     |           |  |
| Zé Maria 51’ (rig.) | Marcatori |  |

| Arbitro: | Treossi (Forlì) |

|                         |           |  |
| Signori 51’ Pecchia 88’ | Marcatori |  |

| Arbitro: | Collina (Viareggio) |

|                                 |           |  |
| Bachini 48’ Baggio 74’ Toni 88’ | Marcatori |  |

### Coppa Italia

#### Secondo turno
| Arbitro: | Borriello (Mantova) |

|            |           |                                         |
| Tavano 32’ | Marcatori | 25’, 66’ Cruz 61’ Gamberini 90’ Pecchia |

| Arbitro: | Palmieri (Cosenza) |

|           |           |                               |
| Nervo 26’ | Marcatori | 3’ Bonetto 70’, 88’ Maccarone |

#### Ottavi di finale
| Arbitro: | Bolognino (Milano) |

|                        |           |                           |
| Olive 18’ Bellucci 88’ | Marcatori | 17’ Comandini 39’ Rossini |

| Bergamo 29 novembre 2001, ore 18:00 CEST Ritorno | Atalanta             | 0 – 0 referto | Bologna | Stadio Atleti Azzurri d'Italia\| Arbitro: \| Gabriele (Frosinone) \| |
| Arbitro:                                         | Gabriele (Frosinone) |               |         |                                                                      |

## Statistiche

### Statistiche di squadra
| Competizione | Punti | In casa | In casa | In casa | In casa | In casa | In casa | In trasferta | In trasferta | In trasferta | In trasferta | In trasferta | In trasferta | Totale | Totale | Totale | Totale | Totale | Totale | DR |
| Competizione | Punti | G       | V       | N       | P       | Gf      | Gs      | G            | V            | N            | P            | Gf           | Gs           | G      | V      | N      | P      | Gf     | Gs     | DR |
| ------------ | ----- | ------- | ------- | ------- | ------- | ------- | ------- | ------------ | ------------ | ------------ | ------------ | ------------ | ------------ | ------ | ------ | ------ | ------ | ------ | ------ | -- |
| Serie A      | 52    | 17      | 12      | 2       | 3       | 28      | 17      | 17           | 3            | 5            | 9            | 12           | 23           | 34     | 15     | 7      | 12     | 40     | 40     | 0  |
| Coppa Italia | -     | 2       | 0       | 1       | 1       | 3       | 5       | 2            | 1            | 1            | 0            | 4            | 1            | 4      | 1      | 2      | 1      | 7      | 6      | +1 |
| Totale       | -     | 19      | 12      | 3       | 4       | 31      | 22      | 19           | 4            | 6            | 9            | 16           | 24           | 38     | 16     | 9      | 13     | 47     | 46     | +1 |

### Andamento in campionato
| Giornata  | 1 | 2 | 3 | 4 | 5 | 6 | 7 | 8 | 9 | 10 | 11 | 12 | 13 | 14 | 15 | 16 | 17 | 18 | 19 | 20 | 21 | 22 | 23 | 24 | 25 | 26 | 27 | 28 | 29 | 30 | 31 | 32 | 33 | 34 |
| --------- | - | - | - | - | - | - | - | - | - | -- | -- | -- | -- | -- | -- | -- | -- | -- | -- | -- | -- | -- | -- | -- | -- | -- | -- | -- | -- | -- | -- | -- | -- | -- |
| Luogo     | C | T | C | T | T | C | T | C | T | C  | T  | C  | C  | T  | C  | T  | C  | T  | C  | T  | C  | C  | T  | C  | T  | C  | T  | C  | T  | T  | C  | T  | C  | T  |
| Risultato | V | P | V | V | P | P | V | N | N | V  | P  | P  | V  | P  | V  | N  | V  | N  | V  | P  | N  | V  | V  | V  | P  | V  | N  | V  | P  | N  | P  | P  | V  | P  |
| Posizione | 4 | 8 | 5 | 5 | 5 | 7 | 5 | 6 | 7 | 4  | 6  | 8  | 7  | 8  | 7  | 7  | 6  | 6  | 6  | 6  | 6  | 5  | 5  | 4  | 4  | 4  | 4  | 4  | 4  | 4  | 5  | 7  | 5  | 7  |

Legenda:

Luogo: C = Casa; T = Trasferta. Risultato: V = Vittoria; N = Pareggio; P = Sconfitta.

### Statistiche dei giocatori[16]
| Giocatore      | Serie A  | Serie A | Serie A     | Serie A    | Coppa Italia | Coppa Italia | Coppa Italia | Coppa Italia | Totale   | Totale | Totale      | Totale     |
| Giocatore      | Presenze | Reti    | Ammonizioni | Espulsioni | Presenze     | Reti         | Ammonizioni  | Espulsioni   | Presenze | Reti   | Ammonizioni | Espulsioni |
| -------------- | -------- | ------- | ----------- | ---------- | ------------ | ------------ | ------------ | ------------ | -------- | ------ | ----------- | ---------- |
| C. Bellucci    | 24       | 1       | 2           | 0          | 4            | 1            | ?            | ?            | 28       | 2      | 2+          | 0+         |
| M. Brighi      | 32       | 0       | 7           | 1          | 2            | 0            | ?            | ?            | 34       | 0      | 7+          | 1+         |
| E. Brioschi    | 24       | 1       | 4           | 0          | 2            | 0            | ?            | ?            | 26       | 1      | 4+          | 0+         |
| M. Castellini  | 30       | 0       | 5           | 2          | 3            | 0            | ?            | ?            | 33       | 0      | 5+          | 2+         |
| Claiton        | 0        | 0       | 0           | 0          | 0            | 0            | 0            | 0            | 0        | 0      | 0           | 0          |
| F. Coppola     | 0        | -0      | 0           | 0          | 4            | -6           | ?            | ?            | 4        | -6     | 0+          | 0+         |
| J. Cruz        | 33       | 10      | 6           | 0          | 3            | 2            | ?            | ?            | 36       | 12     | 6+          | 0+         |
| L. Della Rocca | 6        | 0       | 0           | 0          | 3            | 0            | ?            | ?            | 9        | 0      | 0+          | 0+         |
| G. Falcone     | 32       | 0       | 6           | 1          | 3            | 0            | ?            | ?            | 35       | 0      | 6+          | 1+         |
| F. Firmani     | 5        | 0       | 1           | 0          | -            | -            | ?            | ?            | 5        | 0      | 1+          | 0+         |
| S. Fresi       | 25       | 8       | 7           | 0          | 2            | 0            | ?            | ?            | 27       | 8      | 7+          | 0+         |
| A. Gamberini   | 15       | 0       | 3           | 0          | 3            | 1            | ?            | ?            | 18       | 1      | 3+          | 0+         |
| R. Goretti     | 2        | 0       | 0           | 0          | 2            | 0            | ?            | ?            | 4        | 0      | 0+          | 0+         |
| T. Locatelli   | 2        | 0       | 0           | 0          | -            | -            | ?            | ?            | 2        | 0      | 0+          | 0+         |
| F. Macellari   | 10       | 0       | 2           | 0          | 2            | 0            | ?            | ?            | 12       | 0      | 2+          | 0+         |
| M. Meghni      | 0        | 0       | 0           | 0          | 1            | 0            | ?            | ?            | 1        | 0      | 0+          | 0+         |
| M. Negri       | 2        | 0       | 1           | 0          | -            | -            | -            | -            | 2        | 0      | 1           | 0          |
| C. Nervo       | 29       | 1       | 4           | 1          | 4            | 1            | ?            | ?            | 33       | 2      | 4+          | 1+         |
| R. Olive       | 28       | 2       | 11          | 0          | 2            | 1            | ?            | ?            | 30       | 3      | 11+         | 0+         |
| G. Pagliuca    | 34       | -40     | 3           | 0          | 0            | -0           | 0            | 0            | 34       | -40    | 3           | 0          |
| F. Pecchia     | 33       | 5       | 1           | 1          | 4            | 1            | ?            | ?            | 37       | 6      | 1+          | 1+         |
| G. Signori     | 14       | 3       | 1           | 0          | 1            | 0            | ?            | ?            | 15       | 3      | 1+          | 0+         |
| M. Tarantino   | 22       | 0       | 2           | 0          | 3            | 0            | ?            | ?            | 25       | 0      | 2+          | 0+         |
| P. Womé        | 13       | 1       | 0           | 1          | 3            | 0            | ?            | ?            | 16       | 1      | 0+          | 1+         |
| C. Zaccardo    | 19       | 1       | 1           | 0          | 2            | 0            | ?            | ?            | 21       | 1      | 1+          | 0+         |
| L. Zauli       | 27       | 6       | 6           | 1          | 3            | 0            | ?            | ?            | 30       | 6      | 6+          | 1+         |